# Натрон (мінерал)
Натрон (традиційна назва — кристалічна сода) — мінерал, водний карбонат натрію острівної будови. Назва походить від італ. soda — твердий (J.F.L.Hausmann, 1813).

## Опис
Хімічна формула: Na2[CO3]•10H2O (натрон).
Містить (%): Na2О — 21,66; CO2 — 15,38; H2O — 62,96.
Термонатрит — Na2[CO3]•H2O.
Натрит — безводний карбонат натрію Na2[CO3].
Сингонія моноклінна. Утворює зернисті аґреґати, кірочки, пухкі скупчення, вицвіти. Густина 1,478. Тв. 1-1,5. Безбарвна до білої, іноді забарвлена домішками у сірий або жовтуватий колір. Швидко вивітрюється на сухому повітрі, утворюючи одноводний термонатрит.

## Поширення
Зустрічається в содових озерах (хімічні озерні осади) та у вицвітах ґрунтів. Рідкісна. Основні знахідки: Сегед, Дебрецен (Угорщина), озеро Овенс (штат Каліфорнія, США), озера Питухово і Михайлово (Казахстан), Дороніно (Східний Сибір, РФ), озеро Мерад (Східна Африка).